# The Wheel of Time (Album)
The Wheel of Time ist das siebte Studioalbum der deutsch-französischen Popsängerin Sandra. Es erschien am 17. Mai 2002 bei Virgin Records.

## Entstehung und Veröffentlichung
The Wheel of Time, Sandras Comeback nach sieben Jahren Pause, wurde wie der Vorgänger Fading Shades von ihrem Ehemann Michael Cretu und Jens Gad produziert. Mehrere Coversongs wurden aufgenommen: Silent Running von Mike & The Mechanics, Freelove von Depeche Mode und Motivation von Inker & Hamilton. Such a Shame von Talk Talk wurde auch als Single veröffentlicht. An mehreren Stücken waren mit Peter Ries (z. T. alias Cassandra) und Wolfgang Filz auch Bassist und Schlagzeuger von Sandras ursprünglicher Bandbesetzung beteiligt.

## Titelliste
| #  | Titel             | Autor(en)                                    | Produzent(en)           | Länge |
| -- | ----------------- | -------------------------------------------- | ----------------------- | ----- |
| 1  | Forgive Me        | Michael Cretu                                | Michael Cretu, Jens Gad | 4:22  |
| 2  | Footprints        | Wolfgang Filz, Dawn Schoenherz               | Michael Cretu, Jens Gad | 3:43  |
| 3  | Motivation        | Dave Inker                                   | Michael Cretu, Jens Gad | 4:00  |
| 4  | I Close My Eyes   | Michael Cretu, Andy Jonas                    | Michael Cretu, Jens Gad | 4:05  |
| 5  | Perfect Touch     | Peter Ries, Wolfgang Filz, Heidemarie Jedner | Michael Cretu, Jens Gad | 3:43  |
| 6  | Silent Running    | Mike Rutherford, B.A. Robertson              | Michael Cretu, Jens Gad | 4:15  |
| 7  | Such a Shame      | Mark Hollis                                  | Michael Cretu, Jens Gad | 4:17  |
| 8  | Now!              | Michael Cretu, Jens Gad                      | Michael Cretu, Jens Gad | 3:59  |
| 9  | Free Love         | Martin L. Gore                               | Michael Cretu, Jens Gad | 4:13  |
| 10 | Forever           | Peter Ries, Wolfgang Filz                    | Michael Cretu, Jens Gad | 3:44  |
| 11 | The Wheel Of Time | Michael Cretu, Jens Gad                      | Michael Cretu, Jens Gad | 4:09  |

## Rezeption

### Rezensionen
Laut.de sprach von einem „chilligen Comeback der einstigen deutschen Popkönigin“. Allerdings setze Cretu auf moderne „Chill-Trance-Klänge“. Forgive Me sei eine „äußerst tanzbare Freestyle-Nummer, was man so von Sandra wohl noch nie gehört hat.“ Das Cover Freelove von Depeche Mode sei hingegen „völlig missglückt.“ Die Seite vergab drei von fünf Sternen.

### Chartplatzierungen
| ChartsChartplatzierungen | Höchstplatzierung | Wochen |
| ------------------------ | ----------------- | ------ |
| Deutschland (GfK)        | 8 (8 Wo.)         | 8      |
| Österreich (Ö3)          | 63 (1 Wo.)        | 1      |
| Schweiz (IFPI)           | 68 (3 Wo.)        | 3      |